# Puffy AmiYumi
A Puffy vagy ahogy a nemzetközi piacon ismert Puffy AmiYumi japán J-pop-együttes, amit 1996-ban alapított Ónuki Ami és Josimura Jumi. Ők szerezték a Tini titánok rajzfilmsorozat zenéit.

## Diszkográfia
- AmiYumi (1996)
- Solo Solo (1997)
- Jet-CD (1998)
- Fever Fever (1999)
- Spike (2000)
- The Hit Parade (2002)
- Nice. (2003)
- 59 (2004)
- Splurge (2006)
- Honeycreeper (2007)
- Puffy Amiyumi x Puffy (2009)
- Bring It! (2009)
- Thank You (2011)

## Televízió
- 1997—2000: Saku Saku Morning Call
- 1997—2002: Pa-Pa-Pa-Pa-Puffy
- 2004—2006: Hi Hi Puffy AmiYumi
- 2006: Hi Hi Puffy Bu
- 2011 Uszagi Drop